# ولاد عامر (سيدي اليماني)
ولاد عامر هي إحدى مشيخات المملكة المغربية، تتبع جغرافيا لعمالة طنجة أصيلة وإداريًا لسيدي اليماني. يقدر عدد سكانها بـ 11561 نسمة حسب الإحصاء الرسمي للسكان والسكنى لسنة 2004.